# 新潟県専修学校一覧
新潟県専修学校一覧（にいがたけんせんしゅうがっこういちらん）とは、新潟県の専修学校の一覧。

## 公立専修学校

### 新潟市

#### 西蒲区
- 新潟県農業大学校

### 新発田市
- 新潟県立新発田病院附属看護専門学校

### 燕市
- 新潟県立吉田病院附属看護専門学校

## 私立専修学校

### 新潟市

#### 中央区
- 国際トータルファッション専門学校
- 国際外語・観光・エアライン専門学校
- 新潟工科専門学校
- 国際こども・福祉カレッジ
- アップルスポーツカレッジ
- 国際音楽・ダンス・エンタテイメント専門学校

- 国際ペットワールド専門学校
- 国際メディカル専門学校
- 専門学校新潟国際自動車大学校
- 国際ホテル・ブライダル専門学校
- 国際調理製菓専門学校
- 国際映像メディア専門学校

- 新潟農業・バイオ専門学校
- 新潟コンピュータ専門学校
- 新潟ビジネス専門学校
- 新潟会計ビジネス専門学校
- 新潟デザイン専門学校
- 新潟公務員法律専門学校

- 日本アニメ・マンガ専門学校
- 国際ビューティモード専門学校
- 新潟調理師専門学校
- 新潟理容美容専門学校
- にいがた製菓・調理師専門学校えぷろん
- 新潟情報専門学校

- 新潟医療福祉カレッジ
- シェフパティシエ専門学校
- 新潟日建工科専門学校
- 新潟保健医療専門学校
- 日本自然環境専門学校
- 大原簿記公務員専門学校新潟校

- 大原情報医療専門学校新潟校
- 新潟こども医療専門学校
- 新潟高度情報専門学校
- 専修学校代々木ゼミナール新潟校
- フォーラム情報アカデミー専門学校
- 新潟美容専門学校ジャパン・ビューティ・アカデミー

#### 西区
- 新潟医療技術専門学校
- 新潟看護医療専門学校
- 日本福祉医療専門学校

### 長岡市
- 長岡公務員・情報ビジネス専門学校
- 長岡こども・医療・介護専門学校
- 北陸食育フードカレッジ
- 北陸福祉保育専門学院
- 悠久山栄養調理専門学校
- 長岡美容専門学校
- 長岡崇徳福祉専門学校
- 晴陵リハビリテーション学院

- 日本ビジネス公務員専門学校
- 長岡医療福祉カレッジ
- クレアヘアモード専門学校
- 長岡赤十字看護専門学校
- 新潟県厚生連中央看護専門学校
- 晴麗看護学校
- 長岡介護福祉専門学校あゆみ

### 三条市
- 三条服装専門学校

### 柏崎市
- 国立病院機構新潟病院附属看護学校

### 十日町市
- 十日町服飾専門学校

### 妙高市
- 国際スノーボード&スケートボード専門学校
- 国際自然環境アウトドア専門学校

### 上越市
- 上越看護専門学校
- 上越保健医療福祉専門学校
- 上越情報ビジネス専門学校

### 佐渡市
- 伝統文化と環境福祉の専門学校
- 新潟県厚生連佐渡看護専門学校

### 南魚沼市
- 北里大学保健衛生専門学院

### 北蒲原郡
- JAPANサッカーカレッジ